# 골리아드 작전
골리아드 작전(Goliad Campaign)은 텍사스 혁명의 일환으로 멕시코 코아우일라 테하스 주에서 1836년에 발생한 일련의 전투의 결과를 말한다. 멕시코 군은 충돌로 텍사스 군대를 구타하고 궁극적으로 많은 전쟁 포로를 학살했다. 당시 막 시작된 텍사스 공화국은 이 사건으로 공포와 함께 멕시코에 대한 격렬한 분노와 적의가 퍼졌다.

## 개요

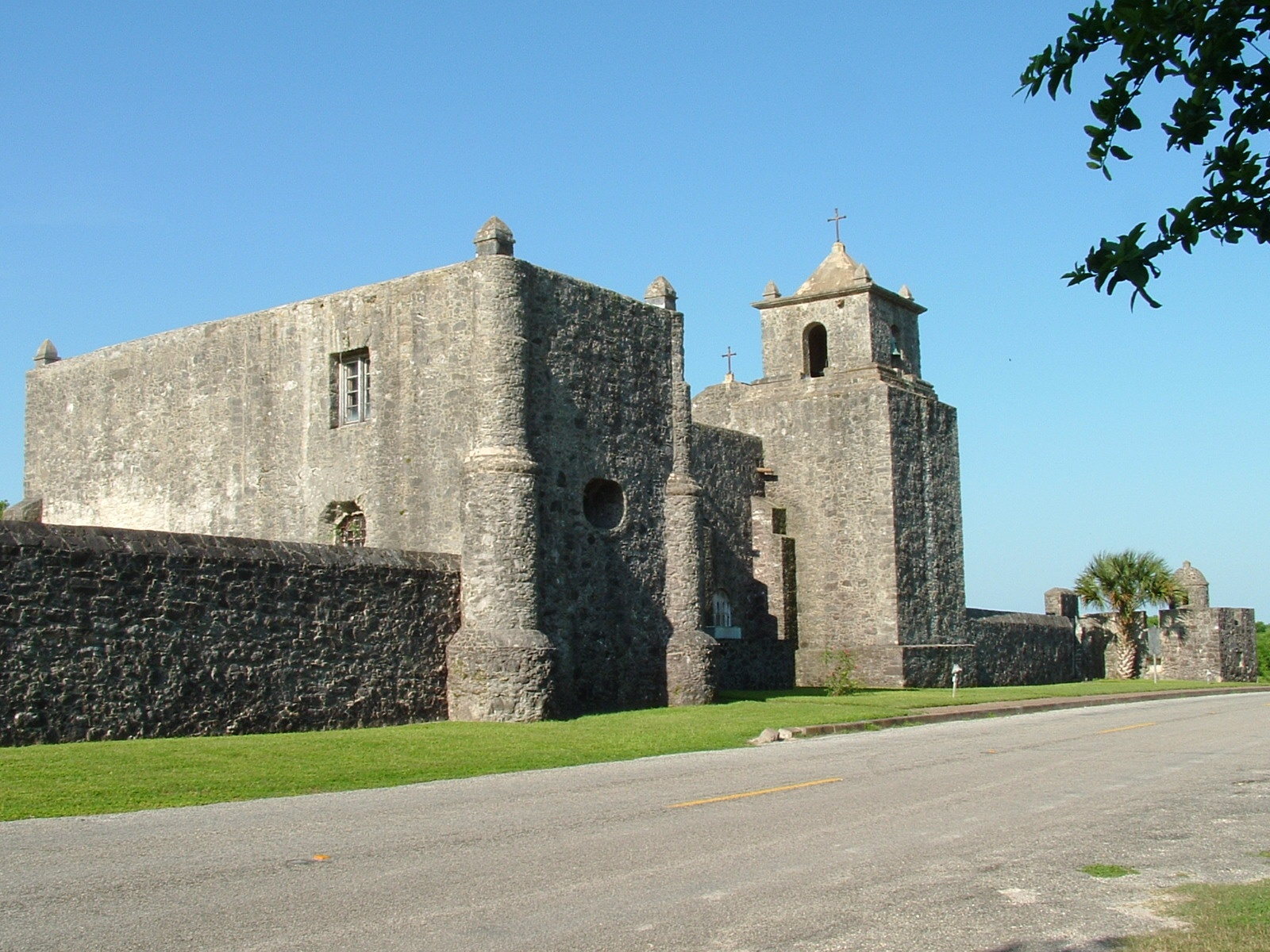
프레시디오 라 바이아 요새

1835년 경 대부분 미국 남부에서 온 약 30,000명의 미국인이 멕시코령 텍사스로 유입되었다. 1821년 멕시코가 스페인에게서 독립을 했을 당시 이 지방은 가톨릭계 미국 이민자에게만 문호를 개방하였다. 1824년 멕시코는 미국처럼 연방이 되었고, 텍사스는 1827년 코아우일라주에 편입되었다.
텍사스의 많은 이들이 멕시코의 연방 정부로부터 멕시코 내의 독립된 주로 인정받을 수 있도록 일하고 있었다. 텍사스는 자신들만의 사법권과 지방 정부를 가지길 원했다. 이주민들 중 일부는 농장과 넓은 면화밭에서 일을 시키기 위해 노예들을 데려왔다. (1835년 경 약 5,000명) 멕시코가 노예제도를 폐지하자, 살틸로에 있는 사법부에 테아노 대표단을 보내, 텍사스의 노예주들이 이 법으로부터 면제를 받게 해달라고 청원을 했다.
멕시코에서는 산타 안나 장군이 독재를 시작하면서, 연방공화국과 1824년 헌법이 폐지되었다. 많은 테아노와 앵글로계 텍시언들이 산타 안나의 중앙집권적 독재에 대항하여 반란을 일어켰다. 멕시코 국내의 정치적인 변화에 따라 정부의 정책이 그들에게 더 억압적으로 되었으며, 텍사스에 사는 많은 이주민들은 자신들의 독립 국가를 만들기 위해 멕시코에 대항하여 반란을 일으키기로 결정했다. 이렇게 그들 "텍시언"은 샌안토니오의 알라모 요새와 골리아드(Goliad, Texas) 타운의 프레시디오 라 바이아 등 주요 도시와 요새를 점령하기 시작했다.

## 텍사스 사람들
골리아드에는 제임스 패닌 대령이 500명 가까운 훈련된 군인과 텍시언 민병대를 지휘하고 있었다. 패닌은 골리아드의 요새에서 부대를 주둔하는 것이 방어와 위치를 선정에 유리하다고 생각했다. 그나마 그곳은 요새기 때문에 개활지보다는 훨씬 방어가 쉬울거라고 생각했다. 패닌 또한 골리아드를 점령하여 멕시코만에서 식량을 공급하는 멕시코 군사령관의 안토니오 로페스 데 산타 안나를 방어할 수 있다고 믿고 있었다. 그러나 패닌은 알라모 요새 윌리엄 트래비스 대령에게 지원요청을 받았다. 1836년 2월 26일, 그는 샌안토니오에 행군을 시도했지만, 대포와 무기의 운반이 불가능했기 때문에 샌안토니오 강(San Antonio River)으로 돌아갔다. 그동안 호세 데 우레아 장군이 이끄는 멕시코군 부대는 재빨리 골리아드에 도착하여, 2월 27일 샌파트리시오 전투, 3월 2일 아구아 둘체 전투, 3월 12일 레퓨지오 전투에서 연달아 3개의 텍사스군을 물리쳤다.

## 패닌의 철수와 콜레토 전투
1836년 3월 11일, 패닌은 골리아드를 포기하고 빅토리아 근처의 과달루페 강으로 철수하도록 샘 휴스턴 장군의 명령을 받았다. 하지만 그는 대부분의 수레와 말을 워드와 함께 레푸지오에 보냈으며, 기마병은 하나도 없었다. 그는 워드에게 특사를 파견했지만 그들 모두가 우레아의 기마대에 검거되었다. 패닌은 빅토리아의 철수를 원했지만, 며칠 동안 망설였다. 그동안 우레아는 골리아드를 포위하여 고립시키기 위해 기마대를 파견했다. 그때 다수의 멕시코군 보병이 합류하고 그곳의 멕시코 군 총 병력은 1,500명되어 있었다.

### 콜레토 크리크
3월 18일, 우레아의 선발 정찰대가 골리아드를 정찰했다. 3월 19일 아침에 패닌은 마지막으로 골리아드에서 철수를 시작했다. 대포와 500정 예비 총으로, 패닌은 장비를 가볍게 하려고 과잉 물자를 불태웠다. 3월 19일 멕시코 군이 초원 지대에서 교전했을 때, 텍사스 군은 요새에서 6마일(10km) 밖에 행군하고 있었다. 콜레토 크릭의 안전한 나무 그늘에서 채 1마일 (1.6km)도 되지 않은 곳이었다. 그날 오후, 우레아의 기마대는 초원 지대의 텍시언들을 포위했다. 몇 시간의 교전 후, 멕시코 군 피해자는 200명, 텍사스 군은 약 9명이 사망하고 60명이 부상을 당했다. 어두워지자 전투는 중단되었다. 그는 안전하게 퇴각을 할 수도 있었지만, 부상자를 버리고 가지는 못했다. 다음 날 아침 100명 이상의 병사와 3문 이상의 대포를 가진 우레아를 보고서 패닌은 항복하기로 동의했다. 패닌은 항복 조건을 협상하기 위해 후안 호세 홀킹거 대령을 만났다. 패닌은 산타 안나가 반란군 모두를 죽이라고 명령을 내린 것을 알지 못했다. 우레아 장군은 “멕시코 정부의 처분에 따르도록” 협상을 했으며, 그 조건이 모두를 죽일 것이라는 말을 하지는 않았다.

## 학살
텍시언은 다시 골리어드로 회군을 해서, 디파이언스 요새에 죄수로 수감되었다. 그들 모두 몇 주 후에는 석방될 것으로 믿고 있었다. 포로들에게 임박한 숙명을 알고 우레아 장군은 골리아드를 출발하여 호세 니콜라스 드 라 포르틸라 대령에게 지휘를 맡기고 나중에 산타 안나에 텍시언들에게 관대한 조치를 요청하는 편지를 썼다. 우레아는 자신의 일기에서 "나의 개인적인 책임에 타협하지 않고 이 명령을 가능한 한 피하고 싶었다"고 쓰고 있다.
1836년 3월 26일 오후 7시 포르틸라는 포로들을 처형하라는 명령을 산타 안나에게서 받았다. 1836년 3월 27일 오전 8시경, 포르틸라 대령은 342명의 텍시언을 디파이언스 요새로부터 벡사 로드, 산 파트리시오 로드, 빅토리아 로드로 행군하게 했다. 포로들이 선택지까지 오자, 멕시코군은 포로들을 2열로 세웠다. 그런 다음 비무장 텍시언들은 요새에서 수백 야드 정도의 가까운 거리에서 총격을 받았다. 텍시언들이 쓰러지자 번째 일제 사격에서 살아남은 사람은 멕시코 군 기병대에 의해 몽둥이로 맞거나 칼에 찔려 확인 사살을 당했다.
패닌 대령은 병사들이 학살되는 것을 본 후에 마지막으로 처형되었다. 멕시코군은 그들의 시신을 쌓아 불태웠다. 이때 죽은 시늉을 했던 또는 다른 사정으로 탈출할 수 있는 텍시언이 28명 있었다. 3명의 생존자는 휴스턴 군으로 달아나 샌 재신토 전투에 참여한 것으로 알려져 있다.
골리아드 학살 설명에 등장하는 멕시코 여성의 프란치스카 베스(종종 다른 이름으로 등장한다)는 약 20명의 텍시언 병사를 구출하여 "골리아드의 천사"로 알려졌다.

## 같이 보기
- 텍사스 독립 전쟁